# Palais Montcalm
Résidence
Le Palais Montcalm est une salle de spectacle de la ville de Québec située dans l'arrondissement de La Cité-Limoilou, à la place D'Youville. L'édifice comprend une salle de concert, une salle de répétition, ainsi qu'une salle de type cabaret. L'ensemble des activités de l'édifice est géré par un organisme à but non lucratif, le Palais Montcalm-Maison de la musique.

## Histoire

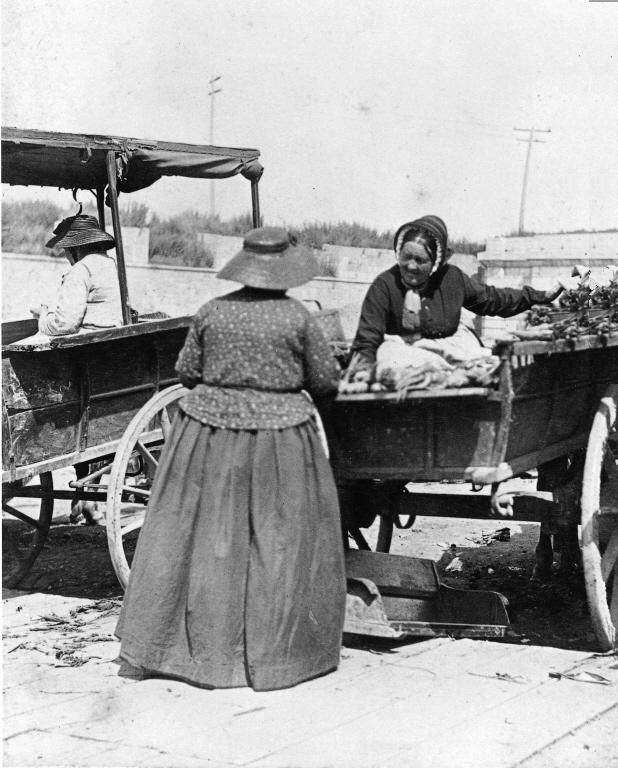
L'ancien marché Montcalm, vers 1890.

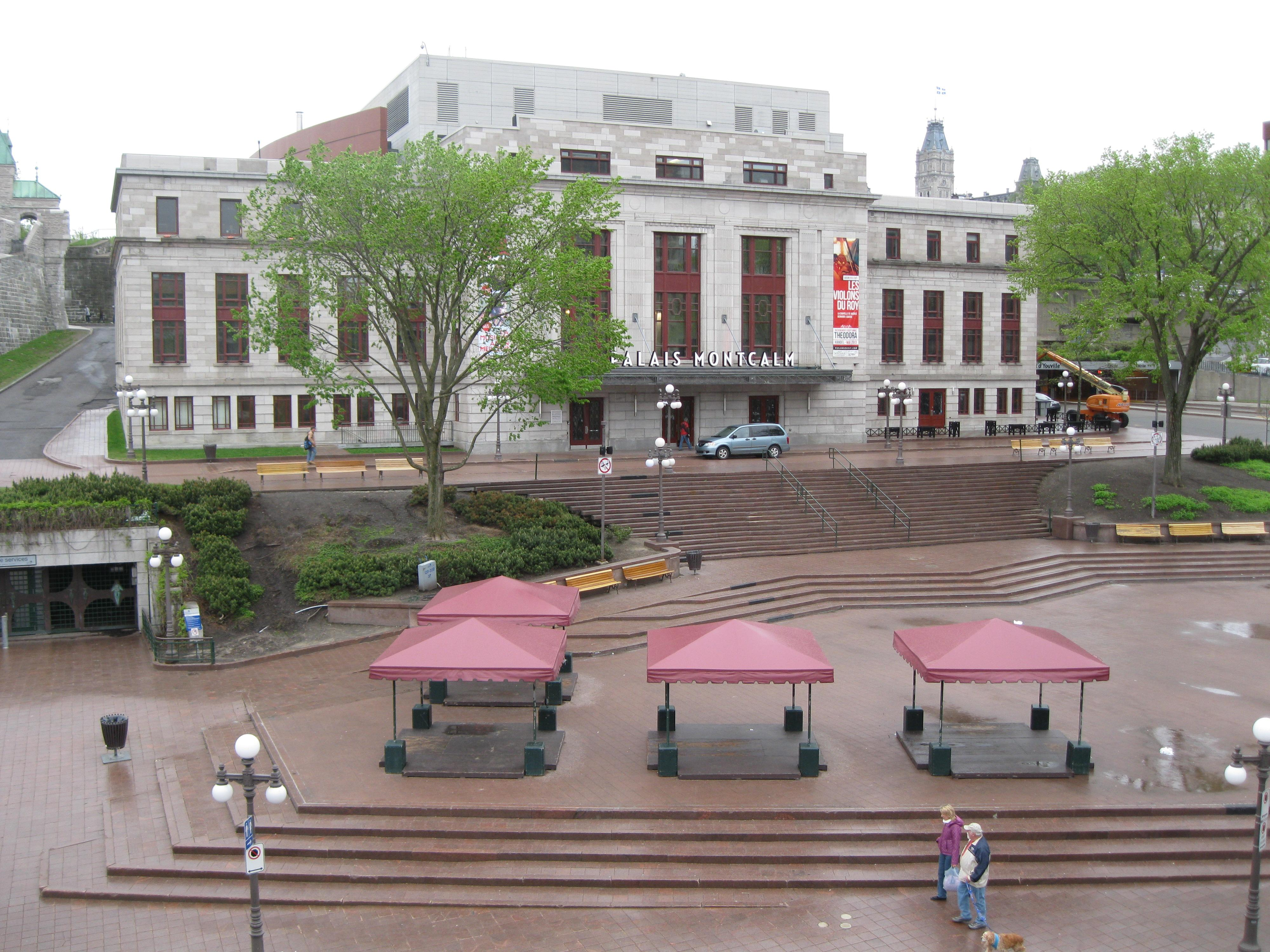
Le palais Montcalm et la place D'Youville dans le quartier du Vieux-Québec.

La crise économique des années 1930 touchant durement la ville, les autorités de la ville de Québec décident d'acheter des terrains alors connus sous le nom de « Halle Montcalm » où se tenait un marché public inauguré en 1877, rassemblant poissonnerie, boucherie, produits maraîchers et fruitiers. L'objectif est d'y créer, dans le cadre des camps de secours pour chômeurs (relief poor camps), un établissement prestigieux, un « palais », destiné au sport et à la culture.
Le bâtiment de style Art déco est érigé en 1931 à partir des plans des architectes Gabriel Desmeules, Ludger Robitaille et Joseph-Léon Pinsonnault. Il est inauguré le 21 octobre 1932 sous le nom de Monument national par un concert de la Société symphonique de Québec (l'actuel Orchestre symphonique de Québec),. Ce concert, dirigé par Robert Talbot, met en vedette le grand ténor québécois Raoul Jobin, qui donnera plus tard son nom à la grande salle,. Les travaux de construction, basés sur les plans de Gabriel Desmeules, Ludger Robitaille et d'un dénommé Pinsonneault, seront défrayés par le gouvernement canadien au coût de 150 000 dollars canadiens. On y retrouve alors une bibliothèque de l'Institut canadien, un piscine et une salle de spectacle de 1 389 sièges,,.
En 1940, le Canada en guerre réquisitionne des locaux du Palais Montcalm pour y installer des services de guerre, contraignant la bibliothèque à être installée ailleurs. Les activités de l'Institut canadien qui se déroulaient au Palais Montcalm depuis 1932 ne survivront pas à la Seconde Guerre mondiale et seront déplacées en 1944.
En 1940, Radio-Canada y installe ses bureaux ; bien que ces derniers n'y soient plus, la salle continue d'être utilisée pour des concerts ou émissions diffusées par la société d'État.
En 1950, l'Opéra national du Québec y joue Lakmé, présenté pour la première fois au Québec.
Durant les années 1960, plusieurs grands noms de la scène musicale mondiale y présentent des prestations (Charles Aznavour, Félix Leclerc, Oliver Jones, Nana Mouskouri, Petula Clark, Yehudi Menuhin...).
De premières rénovations en 1961 permettent la présentation d'opéras dans la salle de spectacle grâce à l'agrandissement de la fosse d'orchestre. Le théâtre lyrique de Nouvelle-France et la Société lyrique d'Aubigny s'y produiront. La piscine est quant à elle désaffectée en 1986.
La salle de spectacle de 1 500 places est baptisée en 1989 salle Raoul-Jobin, en l'honneur du ténor québécois Raoul Jobin.
À la création du Grand Théâtre de Québec en 1970, le Palais Montcalm perd à son profit une partie de son prestige et des prestations musicales qui s'y déroulaient.

## La Maison de la musique
Dès le début des années 1990, des travaux sont envisagés afin de permettre à la salle de retrouver de son lustre. Des premiers travaux de modernisation durant la décennie 1990 réduiront le nombre de sièges de 1389 à 1120.
En 1996, la Société du Palais Montcalm inc. est créée afin d'exploiter et de gérer la salle de spectacle. En collaboration avec certains membres de la communauté artistique de l'époque, dont Bernard Labadie, chef d'orchestre des Violons du Roy, la Société du Palais Montcalm commence l'élaboration d'un projet pour moderniser le Palais Montcalm et y créer un lieu destiné à la promotion de la musique.
C'est en 2002 qu'est annoncé par la ville de Québec et le gouvernement du Québec les nouveaux travaux à venir afin de faire du complexe une « Maison de la Musique ».
Le 17 mars 2007, après de nouvelles rénovations au coût de 23 millions débutées à l'été 2004. Les rénovations ont cependant connues leur part de problème, les coûts étant presque doublés par rapport au budget, un incendie et une série de poursuites en justice lors des travaux les ayant retardés.

Lorsque la salle Raoul-Jobin est inaugurée,, l'acoustique y est alors jugée « presque parfaite ». 

Le Palais Montcalm et la place D'Youville durant le festival des Lumières de Québec en décembre 2013.

## Résidence
De 1932 à 1959, les prestations de l'Orchestre symphonique de Québec s'y tiennent, puis à nouveau de 1962 à 1970.
L'Opéra national du Québec y donne régulièrement plusieurs représentations d'œuvres lyriques entre 1948 et 1952.
L'orchestre de chambre Les Violons du Roy ont leur résidence au Palais Montcalm depuis 2007, tout comme le chœur de La Chapelle de Québec.

## Salles

### Salle Raoul-Jobin
Le Palais Montcalm abrite une salle de concert conçue pour la musique classique et, plus spécifiquement, pour la musique de chambre. Pensée pour plonger les spectateurs au cœur d'un violoncelle, la salle est entièrement faite de bois teint couleur cognac et le fond de scène est dessiné en arc de cercle (comme la boîte de résonance d'un violoncelle). Les matériaux et la volumétrie de la salle Raoul-Jobin lui confèrent une acoustique jugée exceptionnelle.
La première caractéristique de la salle est qu'elle permet de prolonger naturellement le temps de réverbération du son. Les sons produits sur la scène peuvent ainsi être prolongés de 1,1  à   2,2 secondes, selon la configuration de la salle.
Parmi diverses techniques d'acoustique, c'est le choix et la répartition des matériaux réfléchissants qui confèrent à la salle ces caractéristiques. D'une part, les panneaux de bois d'érable à haute densité qui recouvrent les murs ainsi que le plancher de béton favorisent particulièrement la diffusion du son dans la salle. À l'opposé, des puits et des rideaux acoustiques permettent d'absorber les ondes sonores et de maîtriser l'effet de réverbération.
La seconde caractéristique majeure de la salle est qu'elle ne produit pas d'écho. Les panneaux de bois des murs étant tous placés en biseau par rapport au plan principal, ils empêchent les sons de se répéter et de "contaminer" les autres propriétés acoustiques de la salle.
La scène, quant à elle, est faite de lattes de bois de chêne montées sur des caissons de bois de 250 mm de profondeur, ce qui lui permet d'agir comme une caisse de résonance et d'ajouter de la profondeur au son des instruments qui sont placés dessus, comme les contrebasses, les violoncelles et les pianos. Au-dessus se trouve un plafond ajustable, une canopée pesant près de 25 tonnes, actionné par 6 moteurs électriques. La canopée permet entre autres de réduire le volume de la salle et d'ajouter de la puissance au son d'instruments anciens, comme les clavecins, ou aux plus petites formations.
Enfin, l'isolation acoustique avec l'extérieur permet de réduire le bruit ambiant jusqu'à un bruit de fond de 20 dBA. Entre autres, on peut nommer le système de ventilation et le système électrique de la salle sont conçus pour être le plus silencieux possibles, ainsi que la conception des murs à l'intérieur desquels sont placés des caissons de sable volcanique (l'olivine) qui servent à empêcher les vibrations de se transmettre de l'extérieur à l'intérieur de la salle et vice-versa.

### Salle Chez Madame Belley
À partir du 1er décembre 2021, le Palais Montcalm inaugure une nouvelle petite salle pour les artistes de la relève. Le nom de la salle, Chez Madame Belley, est un clin d’œil à Henriette Belley, énigmatique dame, cartomancienne et couturière, qui se pointait dans des robes extravagantes aux premières de spectacles, au Palais Montcalm, dans les années 1960 et 1970.

## Galerie

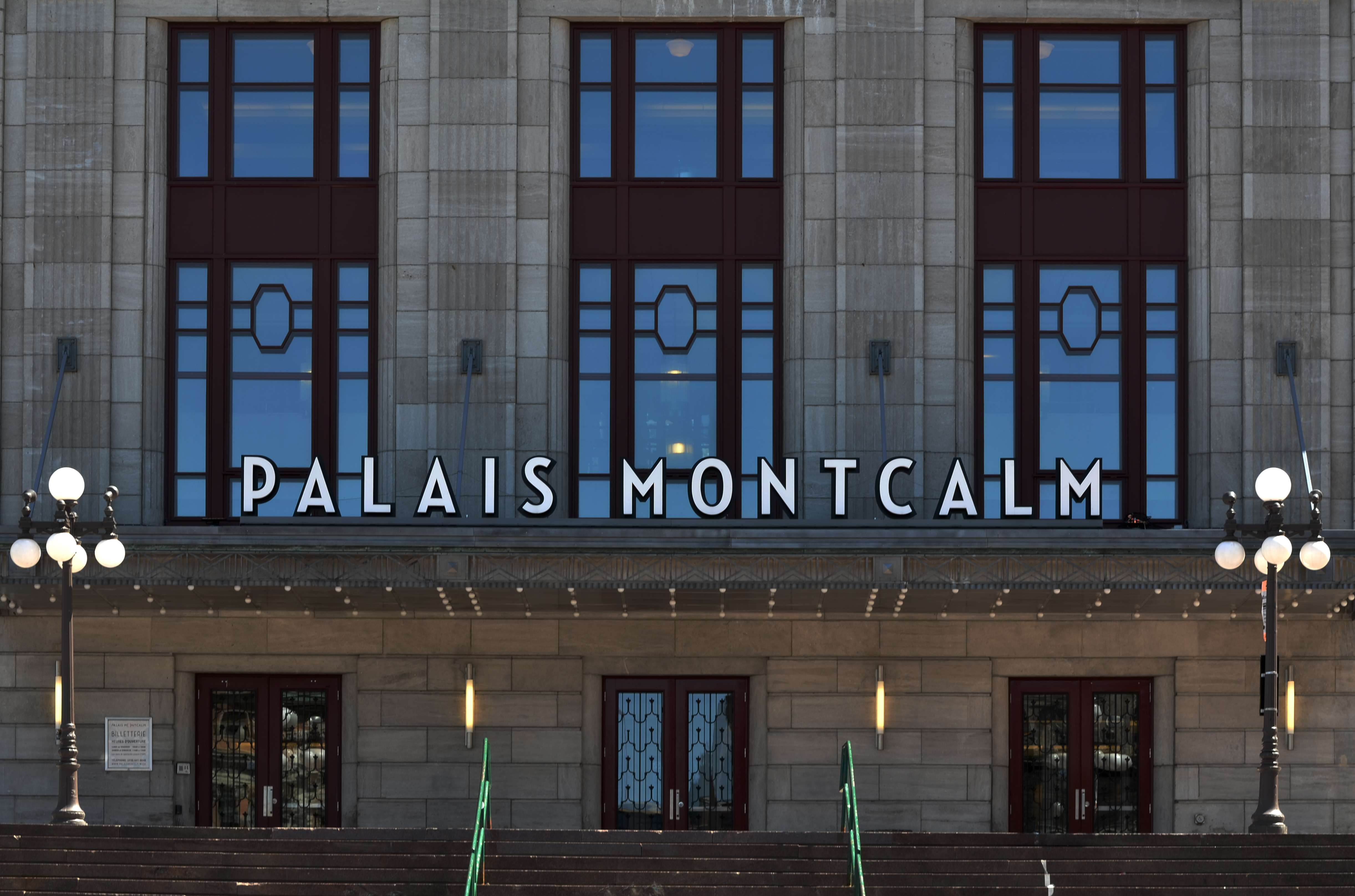
L'entrée du bâtiment
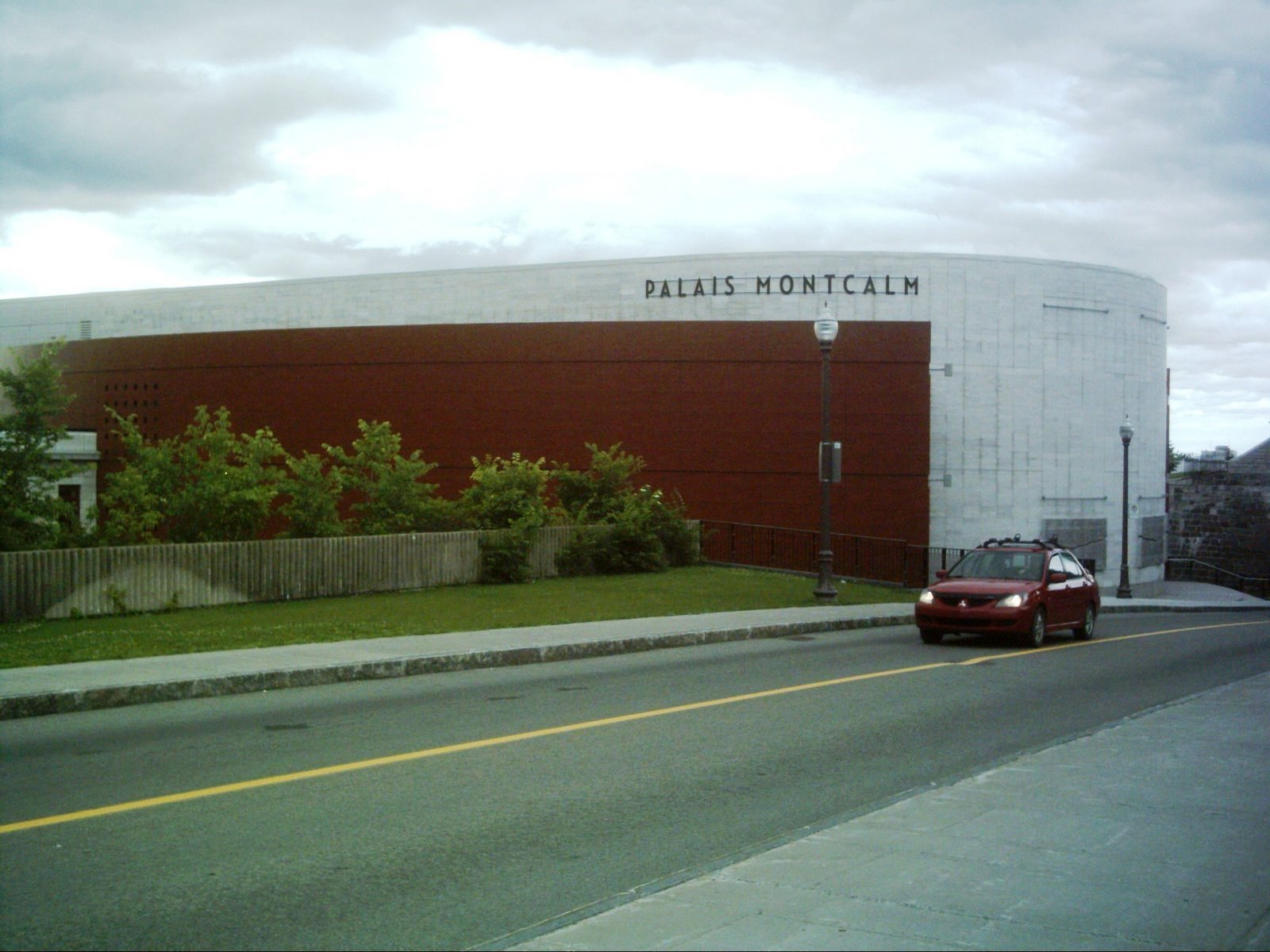
L'arrière du Palais Montcalm à Québec. Alors que la façade est plane, l'arrière est courbe.
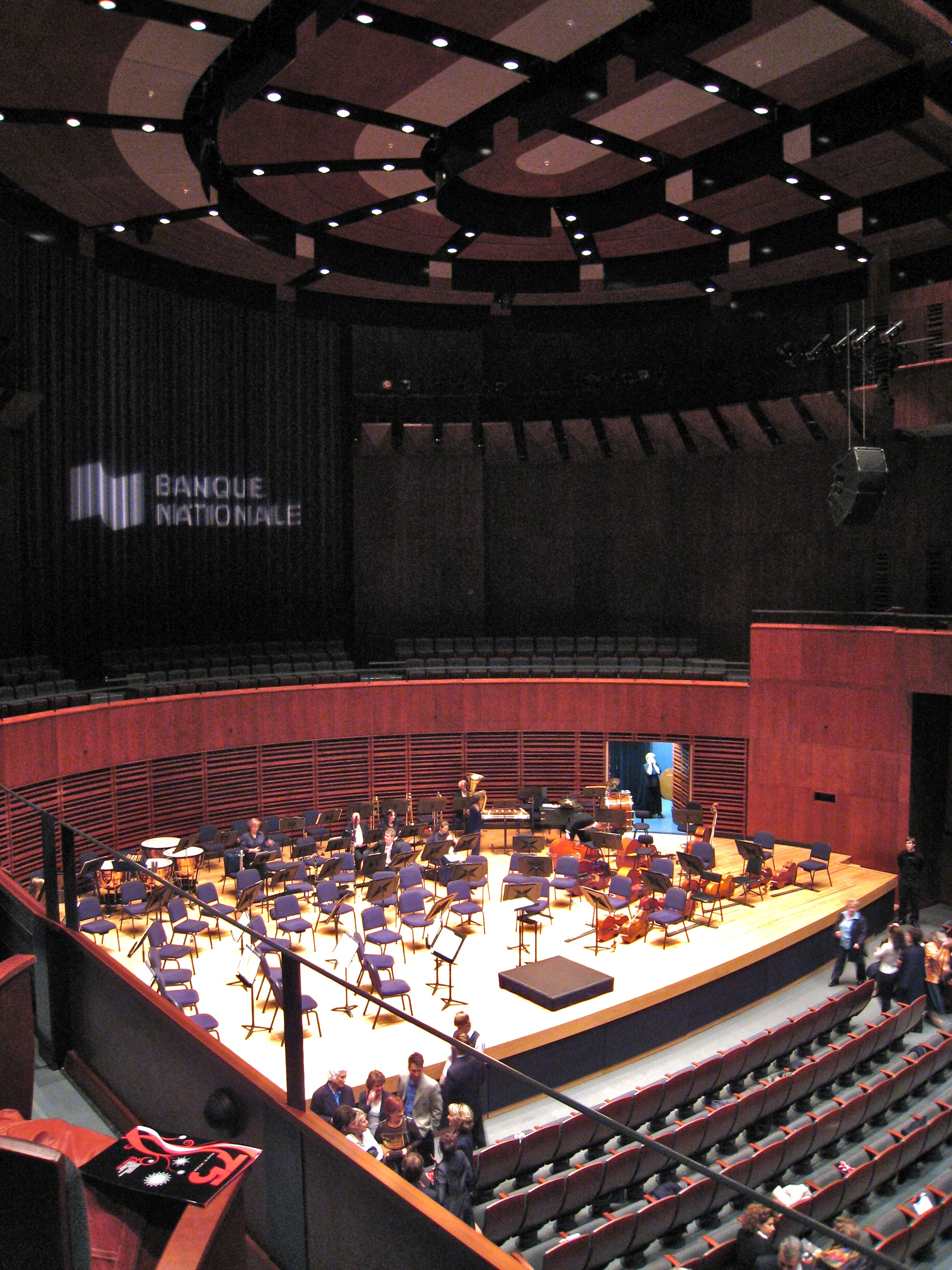
La salle Raoul-Jobin du Palais Montcalm en 2007
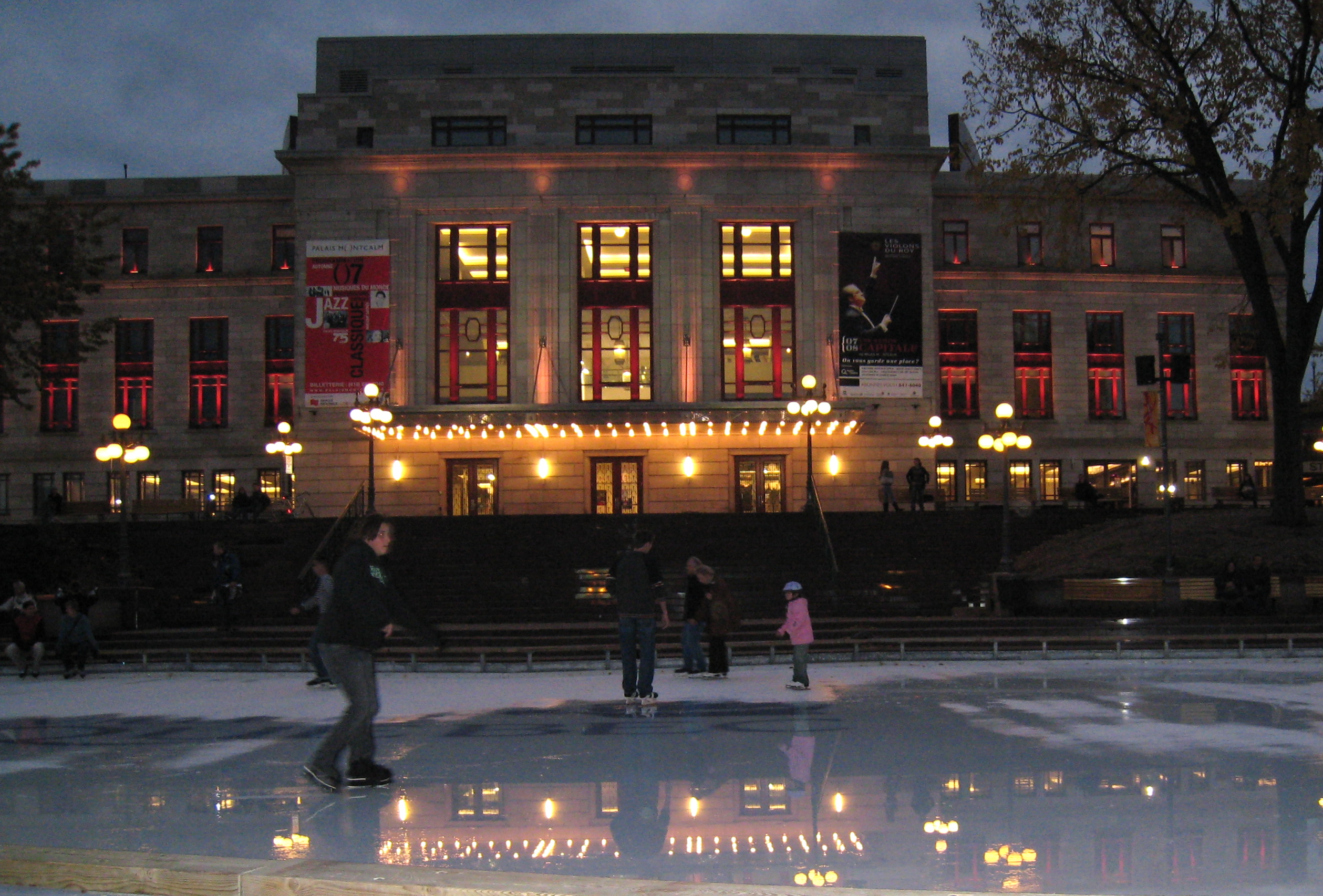
Façade, la nuit
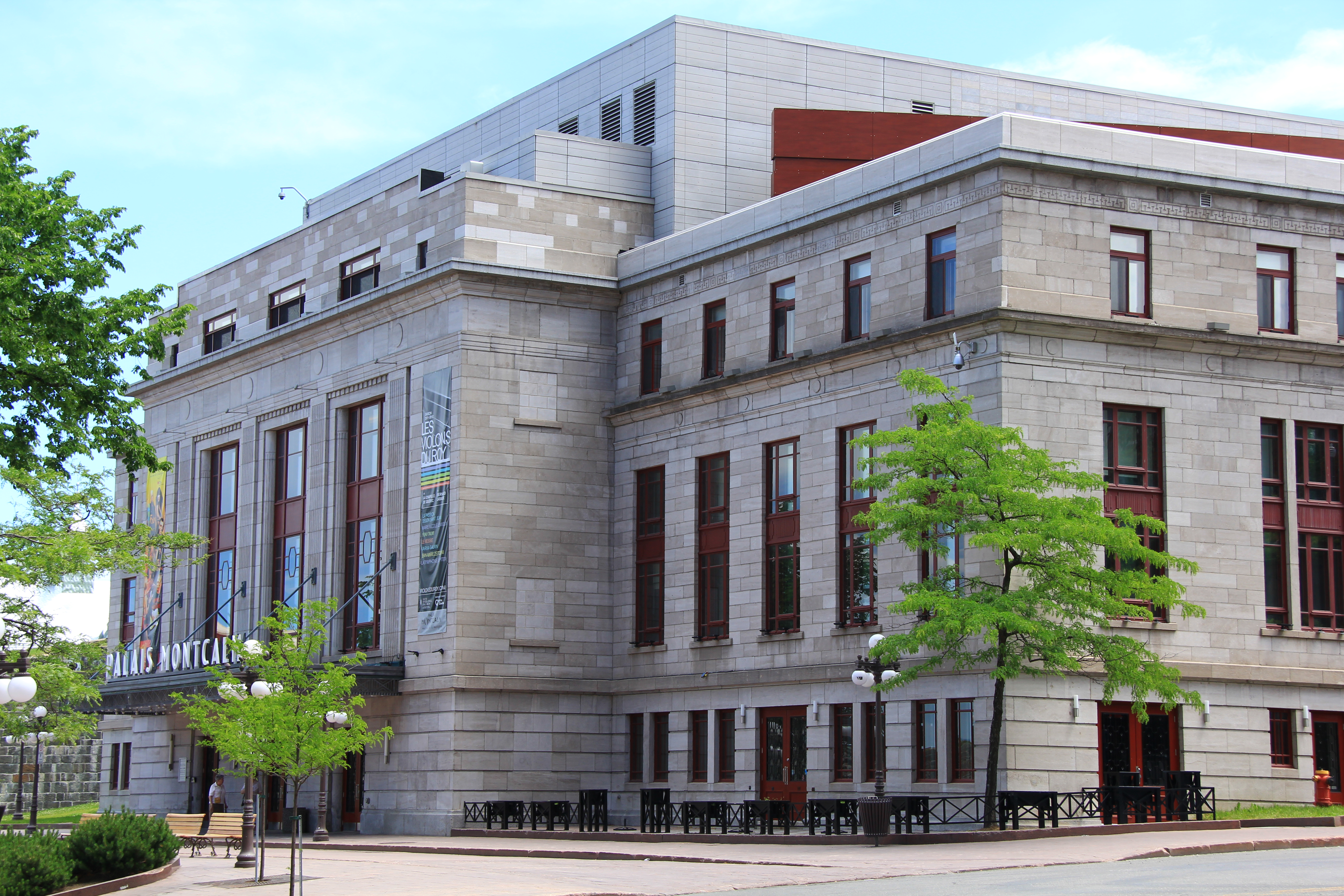
Vu depuis la rue D'Youville